# Sefi Atta
Sefi Atta (Lagos, 1964) è una scrittrice statunitense di origine nigeriana, autrice di romanzi, racconti, radiodrammi.

## Biografia
Nasce nel 1964 da Abdul-Aziz Atta e Iyabo Atta; ha un fratello e tre sorelle. È sposata con Gboyega Ransome-Kuti, un medico, con cui ha avuto una figlia di nome Temi.
Il padre muore prematuramente nel 1972, e viene quindi cresciuta dalla madre; porta avanti gli studi in Nigeria e Inghilterra, frequentando il Queen's College di Lagos e la Millfield School in Inghilterra.
Diplomata contabile alla Birmingham University, svolgerà questo lavoro per vari anni, prima alla Citibank di Lagos e poi a New York, dove si trasferisce col marito nel 1994, e dove nasce la figlia Temi.
Mentre lavora come contabile comincia a scrivere, e nel 2001 si laurea nel programma di scrittura creativa della Antioch University di Los Angeles.
Suoi racconti sono apparsi su In Posse Review, Carve, Eclectica, Los Angeles Review, Mississippi Review, storySouth and Crab Orchard Review; ha scritto radiogrammi trasmessi dalla BBC. Nel 2005 il suo romanzo d'esordio Everything Good Will Come è stato pubblicato simultaneamente in Inghilterra, negli Stati Uniti e in Nigeria.
Dal 1997 vive a Meridian (Mississippi), dove si è trasferita con il marito e la figlia e dove insegna al Meridian Community College e alla Mississippi State University. Ha inoltre trascorso un trimestre come scrittore-ospite-residente presso la Northwestern University.
Nel 2009 Everything Good Will Come è uscito in Francia (Actes Sud), Germania (Peter Hammer Verlag), Spagna (Intermon Oxfam), Svezia (Bokforlaget Tranan), Olanda (Uitgeverij Sirene bv), Australia (Spinifx Press), Sudafrica (Double Storey Books) e il 25 marzo anche in Italia (Epoché), con il titolo Il meglio deve ancora venire.

## Opere

### Romanzi
- Il meglio deve ancora venire (Everything Good Will Come, 2005), Milano, Epoché, 2009 traduzione di Raffaele Bolelli Gallevi ISBN 978-88-88983-44-8.
- Swallow (2010)
- A Bit of Difference (2013)
- The Bead Collector (2019)

### Racconti
Molto dei suoi racconti sono pubblicati sul sito internet dell'autrice.
- A Union on Independence Day
- The Miracle Worker
- Social Interaction
- Toward the End
- Green
- Spoils of the Death Road
- Per i miracoli ci stiamo attrezzando (The miracle worker, tradotto da Dario Zaccagnini).
- Social Interaction. Pubblicato in IPR multi-ethnic anthology, In posse review, numero 10

### Raccolte di racconti
- Lawless & other stories (2009) Premio Noma 2009[1]
- News from Home (2010)